# Municipio de Brenton
El municipio de Brenton (en inglés: Brenton Township) es un municipio ubicado en el condado de Ford en el estado estadounidense de Illinois. En el año 2010 tenía una población de 973 habitantes y una densidad poblacional de 10,43 personas por km².

## Geografía
El municipio de Brenton se encuentra ubicado en las coordenadas 40°43′00″N 88°10′48″O / 40.71667, -88.18000. Según la Oficina del Censo de los Estados Unidos, el municipio tiene una superficie total de 93.28 km², de la cual 93,23 km² corresponden a tierra firme y (0,05 %) 0,05 km² es agua.

## Demografía
Según el censo de 2010, había 973 personas residiendo en el municipio de Brenton. La densidad de población era de 10,43 hab./km². De los 973 habitantes, el municipio de Brenton estaba compuesto por el 95,79 % blancos, el 0,62 % eran afroamericanos, el 0,31 % eran amerindios, el 0,62 % eran asiáticos, el 1,64 % eran de otras razas y el 1,03 % eran de una mezcla de razas. Del total de la población el 5,24 % eran hispanos o latinos de cualquier raza.